# 平盛綱 (三郎兵衛尉)
平盛綱（日语：／ Taira no Moritsuna；？—？），日本鎌倉時代初期武士。鎌倉幕府執權北条氏的家司，內管領長崎氏之祖。

## 生平
『尊卑分脈』记载平盛綱为平资盛之子，『系圖纂要』记录平資盛的曾孫關实忠为其兄弟。  
他出任北条氏家司，兼任侍所別當。因在處理承久之亂和伊賀氏之變中表現出能力，因此成為家司協助北条泰時、北条經時、北条時賴三代執權工作。承久之亂後出任安藝國巡檢使，前赴當地向泰時報告該國動靜。
元仁元年（1224年），受泰時命令把北条氏家法編成御成敗式目作為武家成文法律。文曆元年（1234年）出任家令。
仁治3年（1242年）退隱出家，法名盛阿。
细川重男根据建长2年(1250年)的《建长帐》中“平右(左)卫门尉入道迹”的记载，认为盛纲此时已经去世。
梶川贵子认为，弘长3年(1263年)宗尊亲王上洛时有记录盛纲随行，因此认为他此时还在世。
平禪門之亂中的平賴綱是他的孫子，鎌倉時代末期的有力武士長崎圓喜則是他的曾孫。

## 相關作品
- 北条時宗（2001年、NHK大河劇、演：宗近晴見）
- 鎌倉殿的13人（2022年、NHK大河劇、演：城築）